# سوپرجام فوتبال ایتالیا ۲۰۱۸

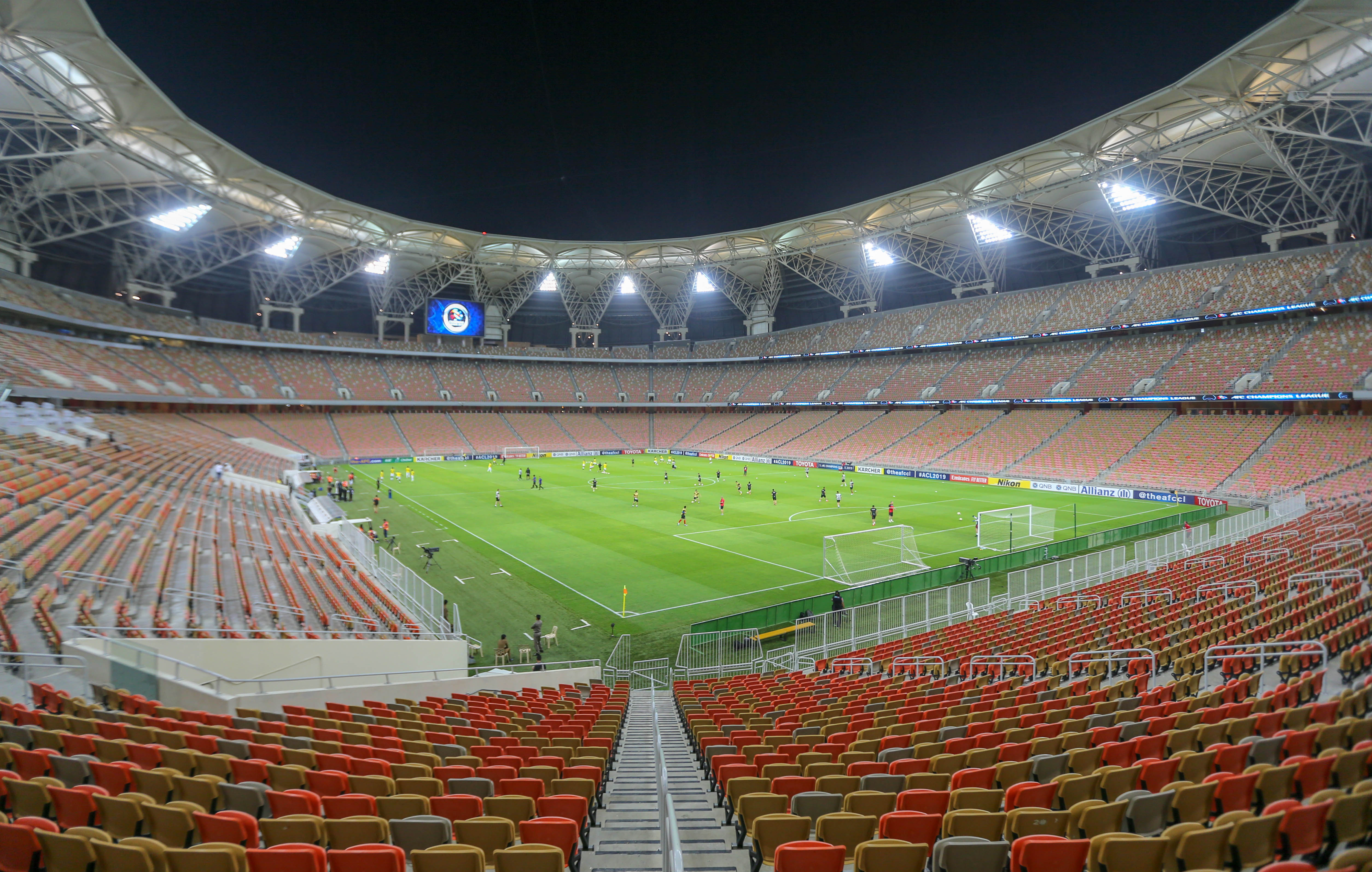
ورزشگاه ملک عبدالله، محل برگزاری فینال - ۲۰۱۹

سوپر جام فوتبال ایتالیا ۲۰۱۸، سی و یکمین دورهٔ مسابقهٔ سوپر جام فوتبال ایتالیا بود که بین قهرمان سری آ و قهرمان کوپا ایتالیا برگزار شد. با توجه به قهرمانی یوونتوس در هر دو مسابقات سری آ و جام حذفی، آ.ث. میلان به عنوان نایب قهرمان جام حذفی، در سوپر جام ایتالیا حضور داشت.
این دیدار در تاریخ ۱۶ ژانویه ۲۰۱۹ برگزار شد و یوونتوس به مقام قهرمانی دست یافت.

## تیم‌ها
- یوونتوس: قهرمان سری آ فصل ۱۸-۲۰۱۷
- آ.ث. میلان: نایب قهرمان جام حذفی ایتالیا فصل ۱۸-۲۰۱۷